# Fehérhasú cerkóf
A fehérhasú cerkóf a cerkóffélék családjába tartozó főemlős faj. Előfordul Beninben, Elefántcsontparton, Ghánában, Guineában, Libériában, Sierra Leone, Togoban, lehetséges hogy előfordul Gambiában, Bissau-Guineában, és Szenegálban.